# Mitophis
Mitophis är ett släkte i familjen äkta blindormar med 4 arter. Några arter som ingår listades tidigare i släktet Leptotyphlops.
Arterna är med en längd mindre än 75 cm liten och smal. De förekommer på ön Hispaniola i Västindien. Individerna gräver i marken och de har främst termiter som föda. Honor lägger ägg.
Arter enligt The Reptile Database:
- Mitophis asbolepis (THOMAS, MCDIARMID & THOMPSON, 1985)
- Mitophis calypso (THOMAS, MCDIARMID & THOMPSON, 1985)
- Mitophis leptepileptus (THOMAS, MCDIARMID & THOMPSON, 1985)
- Mitophis pyrites (THOMAS, 1965)